# 전력병무사령부
전력병무사령부(Force Troops Command)는 영국 육군의 옛 지원사령부였다.

## 역사
부대는 2003년에 전구병무대, 본부로서 산하 조직으로 제1포병여단; 제7방공여단; 왕립 공병대 지휘부(Commander Royal Engineers (CRE)), 제12공병여단, 제29공병여단; 제1, 2, 11통신여단; 영국 본토의 제3기계화사단을 지원하는 제101군수여단, 독일의 제1기갑사단을 지원하는 제102군수여단, 제2의무여단과 장비지원대으로 편성되었다. 제104군수지원여단은 개책부대, 이동통제부대, 항공부대 등의 특화된 부대로 하여금 해외에 배치되는 부대를 지원하였다.
육군 2020에 따라 2013년에 전력병무사령부로 개명되었다.
2019년 4월 1일, RAF 항공사령부에서 합동 통제하던 합동지상기반방공사령부(JtGBAD)이 제7방공단으로 대채되었다.
2019년 8월, 제6(영국)사단으로 재편성되고, 제1통신여단, 제11통신여단, 제1정보감시정찰여단, 제77여단, 특화된보병단(영어: Specialised Infantry Group으로 편성되었다.

## 산하 조직

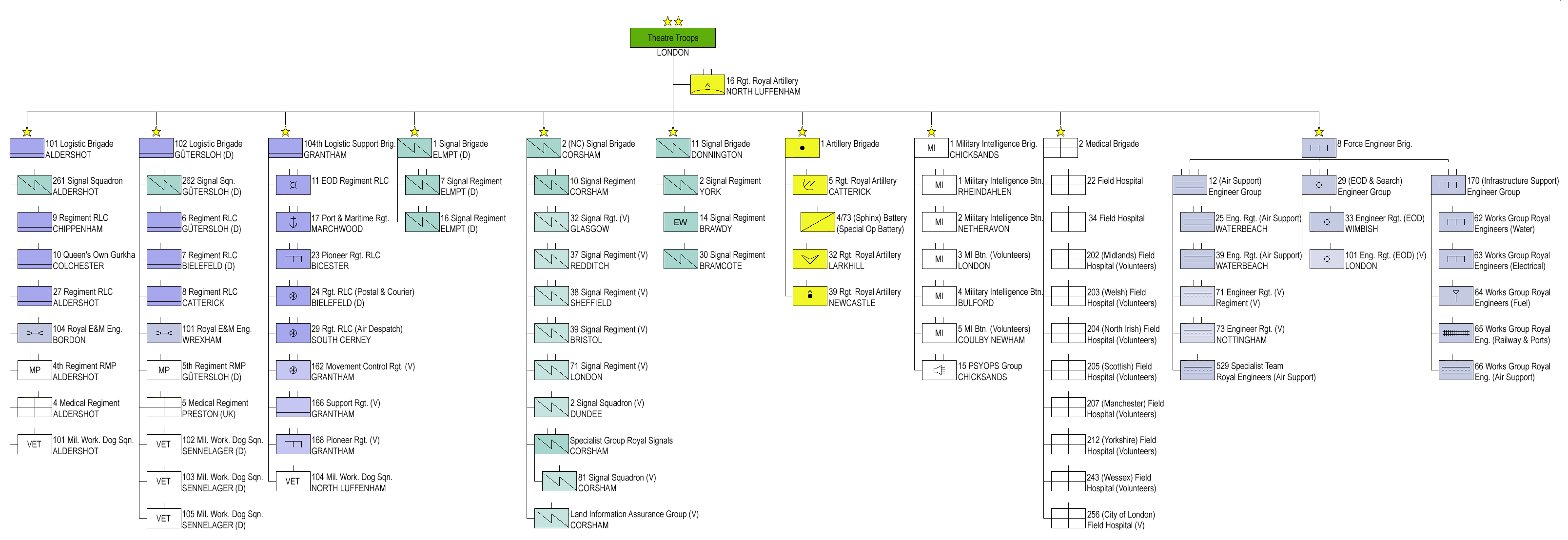
전투 서열 도표 (2008년, 전구병무대)

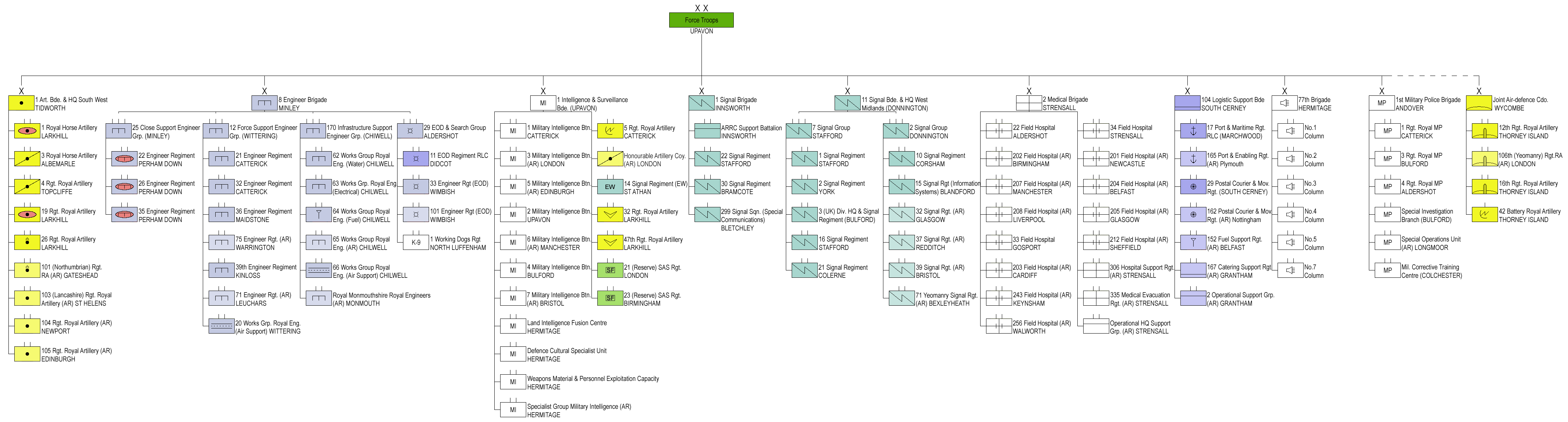
전투 서열 도표 (2016년)

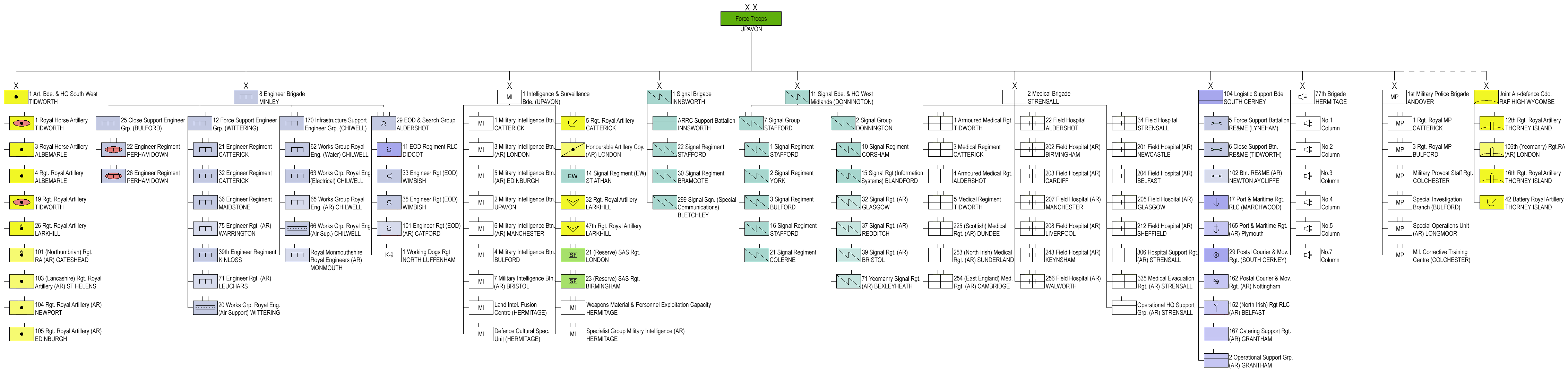
전투 서열 도표 (2018년)

아래는 부대가 제6사단으로 재편성되기 전에 존속한 산하 조직이다.
- 제1포병여단 및 서남부본부
- 제8공병여단
  - 제12공병단 (전력 지원)
  - 제25공병단 (근접 지원)
  - 제29공병단 (폭발물 탐색 및 해제)
  - 제170공병단 (기반시설 지원)
- 제1정보감시정찰여단
- 제1통신여단
- 제11통신여단
  - 제2통신단
  - 제7통신단
- 제2의무여단
- 제1군사경찰여단
- 제104군수지원여단
- 제77여단
- 합동방공사령부

## 기록

### 계보
- 2003년, Headquarters, Theatre Troops→전구병무대, 본부
- 2013년, Force Troops Command→전력병무사령부

### 소속
1. 야전군; 2003년

## 인용
1. ↑  Burgess, Sanya (2019년 8월 1일). “British Army to train cyber spies to combat hackers and digital propaganda” (영어). Sky News. 2025년 4월 15일에 확인함.
2. ↑  Nicholls, Dominic (2019년 8월 1일). “British Army to engage in social media warfare as new cyber division unveiled” (영어). The Telegrah. 2025년 4월 15일에 확인함.